# 楊瑋 (弘治壬戌進士)
楊瑋（1466年—15世纪），字景奇，廣東潮州府揭陽縣人，民籍，明朝官员。

## 生平
廣東鄉試第七十一名舉人。弘治十五年（1502年）中式壬戌科二甲第七十一名進士。历任户部郎中，出为辰州府知府，正德十四年（1519年）七月升贵州按察司副使。

## 家族
曾祖楊蔭；祖父楊崇義；父楊廷廣，母黃氏。慈侍下。兄楊琠，贡士。